# Parcs Passion
 (septembre 2014).
Si vous disposez d'ouvrages ou d'articles de référence ou si vous connaissez des sites web de qualité traitant du thème abordé ici, merci de compléter l'article en donnant les références utiles à sa vérifiabilité et en les liant à la section « Notes et références ».
Parcs Passion est une association loi de 1901 créée en France en 2002. Elle regroupe des personnes passionnées par les parcs de loisirs au sens large (parc d'attractions, parc aquatique, parc zoologique, base de loisirs, fête foraine, etc.). Son siège social se situe en Seine-et-Marne.

## Histoire
L'association a été imaginée en 2001 par trois passionnés ayant fait connaissance sur divers forums internet consacrés au sujet et qui se sont ensuite rencontrés sur le parc Disneyland, près de Paris. Le complexe étant ouvert toute l'année, il est devenu un lieu de rencontre privilégié. L'association est fondée en 2002 par la signature des statuts le 22 février et leur parution au journal officiel le 15 avril. Elle s'appelle alors O'Malley Cat Club.
Lors de l'assemblée générale de juin 2004, le nom de Parcs Passion est adopté en remplacement de O'Malley Cat Club. En effet, l'ancien nom ne laisse rien supposer des objectifs de l'association ; de plus, O'Malley étant un personnage du film Les Aristochats, le nom fait alors trop référence à l'univers de Walt Disney et semble brider l'association aux seuls parcs Disney.
Parcs Passion compte aujourd'hui des membres en France, au Luxembourg, en Belgique, en Suisse, en Allemagne et aux Pays-Bas.

## Activités
L'association édite un site web proposant des photos et vidéos de ses activités. Elle est parfois contactée par les médias voulant être conseillés dans la réalisation d'articles ou de documentaires.

### Rencontres
Le but premier de Parcs Passion est de faciliter les rencontres et les échanges entre passionnés. Elle organise un repas annuel en période de Noël dans un restaurant. Ce repas est l'occasion pour les passionnés d'échanger leurs avis sur la saison passée et les nouveautés à venir.
D'autres rencontres s'organisent souvent à l'occasion d'une visite d'une journée dans un parc local au départ d'Île-de-France. Des rencontres se sont déjà tenues au parc Astérix, à Nigloland, au Parc Saint-Paul ou encore au musée des Arts forains.
Deux rencontres ont eu lieu lors des visites exceptionnelles du parc parisien Planète magique avant sa destruction.
Le concept original et l'événement annuel majeur de Parcs Passion est le « Week-End AIRTIME ». L'idée consiste en un voyage de deux ou trois jours dans un grand parc européen proposant de grosses machines et offrant des sensations fortes (airtime est le terme anglophone qui désigne la sensation ressentie lors d'une forte chute ("envolée", "trou d'air") dans une attraction à sensations). Ce voyage a lieu généralement à la fin de l'été ou au mois de septembre. Dans le cadre de ses Week-End AIRTIME, l'association a déjà permis à ses adhérents de visiter, entre autres, Europa-Park en Allemagne, PortAventura Park en Espagne, Alton Towers en Angleterre ou encore Liseberg en Suède.
En 2009, une évolution du concept est proposée. Renommé simplement « AIRTIME », le voyage organisé s'étale sur une semaine, à destination de trois parcs italiens. Ce voyage est un essai en vue de destinations plus lointaines et de séjours plus longs.
Un voyage baptisé « Hyper-Méga AIRTIME » est réalisé en aout 2012 à travers le Nord-Est des États-Unis.
Un voyage baptisé « Oriental AIRTIME » en réalisé octobre 2018 à destination de Shanghai Disneyland en Chine suivi de Universal Studios Japan, Nagashima Spa Land, Fuji-Q Highland et Tokyo Disney Resort au Japon.
Le prochain grand voyage, baptisé « Emirats' Airtime 2024 », est prévu pour fin octobre 2024 à destination de Dubaï et d'Abu Dhabi, avec la visite des parcs Warner Bros. World, SeaWorld Abu Dhabi et Ferrari World.

### Revue
Parcs et Attractions est un magazine papier trimestriel édité par l'association à destination de ses membres. C'est le seul magazine du genre en France et le seul entièrement rédigé en français.
En octobre 2002, l'association sort l'ébauche d'un journal « fait maison » dont le titre est dérivé du nom de l'association de l'époque : O'Malley Cat News. Ce journal de quatre pages en noir et blanc fait place au bout de deux numéros à une nouvelle version tout en couleur, World of Attractions.
Dès le numéro 4, le journal est remanié en profondeur. Nouveau nom, en français : Parcs et Attractions et nouvelle maquette, ainsi qu'un retour partiel et temporaire au noir et blanc, pour un coût moins élevé. Il est tiré à 130 exemplaires et compte désormais 24 pages  (ISSN 1771-7302). À partir de 2010, Parcs et Attractions est entièrement édité en couleurs.
La publication de cette revue cesse en 2016 mais reprends en 2024.